# Сибирское государственное училище (колледж) олимпийского резерва
Сибирское государственное училище (колледж) олимпийского резерва — профессиональное спортивное образовательное учреждение, расположенное в Омске, Россия. Специализируется на подготовке спортсменов высокого класса, тренеров и специалистов в области физической культуры, является одним из ведущих центров спортивной подготовки Сибири.

## История
Учреждение было основано 21 июня 1990 года приказом № 352 Государственного комитета РСФСР по физической культуре и спорту. Целью создания стало развитие спортивного резерва, поддержка сборных команд России и подготовка квалифицированных тренеров.
Инициатором создания выступил ректор Омского государственного института физической культуры (ОГИФК) В. В. Громыко. В организации участвовали заместитель председателя облисполкома Л. К. Полежаев и начальник управления по физической культуре и спорту Ю. Ю. Глебов. Организационную работу возглавили ректор ОГИФК Д. В. Майстрищин и первый директор училища В. В. Вернер.
В 1991 году состоялся первый набор — 90 учащихся по 14 видам спорта, включая спортивную гимнастику, лёгкую атлетику, плавание, дзюдо, самбо, бокс и другие. Уже в первый год подготовки было присвоено 12 званий мастера спорта СССР, а в 1992 году воспитанники завоевали 16 золотых медалей на первенствах России.

## Переименования
- 1991—1998 — Омское республиканское училище олимпийского резерва
- 1998—2010 — Омское государственное училище олимпийского резерва
- 2010—2015 — Омское государственное училище (колледж) олимпийского резерва
- 2015 — настоящее время — Сибирское государственное училище (колледж) олимпийского резерва[1]

## Достижения
За годы работы училище подготовило множество чемпионов и призёров Олимпийских, Паралимпийских и Сурдлимпийских игр. Среди наиболее известных выпускников:
- Вера Бирюкова — чемпионка Олимпийских игр 2016 года (художественная гимнастика);
- Виталина Бацаршкина — двукратная чемпионка Олимпийских игр 2020 года, серебряный призер Олимпийских игр 2020 года, серебряный призер Олимпийских игр 2016 года (стрельба);
- Яна Романова — серебряный призёр Олимпийских игр 2014 года (биатлон);[2].
- Ольга Граф — двукратный бронзовый призёр зимних Олимпийских игр 2014 года (конькобежный спорт);
- Ксения Дудкина — олимпийская чемпионка Олимпийских игр 2012 года (художественная гимнастика);
- Евгения Канаева — двукратная олимпийская чемпионка (2008, 2012 годы) (художественная гимнастика);
- Маргарита Аличук — олимпийская чемпионка Олимпийских игр 2008 года (художественная гимнастика);
- Алексей Тищенко — двукратный олимпийский чемпион (2004 годы, 2008 годы) (бокс);
- Ирина Чащина — серебряный призёр Олимпийских игр 2004 года (художественная гимнастика);
- Юлия Матияс (Мартыненко) — бронзовый призёр Олимпийских игр 2004 года (дзюдо);
- Роман Слуднов — бронзовый призёр Олимпийских игр 2000 года (плавание).

Паралимпийские и сурдлимпийские чемпионы и призёры:
- Елизавета Трушченко[3]
- Никита Прохоров
- Алексей Фоменков
- Дмитрий Полин
- Елена Чистилина
- Алексей Иванов
- Наталья Гудкова

## Награды и признание
- 2001 — Президентский грант;
- 2001 — Благодарность Государственного комитета Российской Федерации по физической культуре, спорту и туризму;
- 2005 — Награда Олимпийского комитета России;
- 2006 — Лауреат конкурса «100 лучших средних специальных учебных заведений России»;
- 2008 — Включено в Национальный реестр «Элита образования России»;
- 2012, 2016 — победитель Всероссийского конкурса «Лучшее учреждение среднего профессионального образования спортивной направленности».[1]

## Руководство
Директор училища с момента основания — Владимир Викторович Вернер, заслуженный работник физической культуры Российской Федерации, заслуженный тренер России, профессор.